# Вулиця Кропивницького (Київ)
Ву́лиця Кропивни́цького — вулиця в Печерському районі міста Києва, місцевості Бессарабка, Липки. Пролягає від Крутого узвозу до кінця забудови.

## Історія
Вулиця виникла в 1-й третині XX століття під назвою Новий провулок. З 1938 року — Міліцейський провулок (назву підтверджено 1944 року). Сучасна назва на честь українського актора Марка Кропивницького — з 1958 року. До середини 1970-х років пролягала до Шовковичної вулиці (скорочена у зв'язку зі знесенням старої забудови).
У 1944–1958 роках назву на честь Марка Кропивницького мала вулиця Салавата Юлаєва у Мишоловці.

## Забудова
У забудові вулиці поєднані кілька епох та стилів. Будинки № 4, 6 та 14 — житлові будинки початку XX століття, будинки № 1, 3, 12, 16 та 18 зведені у 1950-х роках («сталінки»). Будинки № 8 та 10 являють собою типовий приклад «елітної» багатоповерхової забудови Києва кінця ХХ — початку ХХІ століття.

## Установи та заклади
- Відділення зв'язку № 4 (буд. № 12)